# Cúp bóng đá châu Phi 2019
Cúp bóng đá châu Phi 2019 là Cúp bóng đá châu Phi lần thứ 32 diễn ra tại Ai Cập, giải đấu chính thức của châu Phi. Đây là lần thứ 5 Ai Cập đăng cai giải đấu này (sau các năm 1959, 1974, 1986, 2006). Đây là lần đầu tiên giải đấu có 24 đội tuyển tham dự, thay vì 16 đội như trước đây.
Ban đầu giải đấu này diễn ra ở Cameroon sau lần đầu tiên là vào năm 1972, tuy nhiên đến ngày 30 tháng 11 năm 2018, Cameroon bị Liên đoàn bóng đá châu Phi tước quyền đăng cai do công tác chuẩn bị chậm trễ. Và đến ngày 8 tháng 1 năm 2019, Liên đoàn bóng đá châu Phi chính thức trao quyền đăng cai giải đấu này cho Ai Cập.
Algérie giành chức vô địch lần thứ hai trong lịch sử sau khi vượt qua Sénégal với tỉ số 1-0 ở trận chung kết.

## Cuộc đua giành quyền đăng cai
Có 15 quốc gia nộp hồ sơ xin đăng cai giải đấu này:
Các quốc gia tham gia chạy đua đăng cai:
- Algérie
- Cameroon
- Guinée
- Bờ Biển Ngà

Các quốc gia bị loại hoặc rút lui:
- Guinée /  Guiné-Bissau /  Liberia /  Sierra Leone
- Kenya /  Uganda
- Nigeria
- Sénégal
- Zambia /  Malawi /  Zimbabwe

Ngày 20 tháng 11 năm 2014, CAF công bố Cameroon là chủ nhà của Cúp bóng đá châu Phi 2019 (từ ngày 9 tháng 1 năm 2019, quyền đăng cai CAN 2019 được chuyển giao cho Ai Cập), Bờ Biển Ngà là chủ nhà của Cúp bóng đá châu Phi 2021 và Guinée là chủ nhà của Cúp bóng đá châu Phi 2023.

## Vòng loại

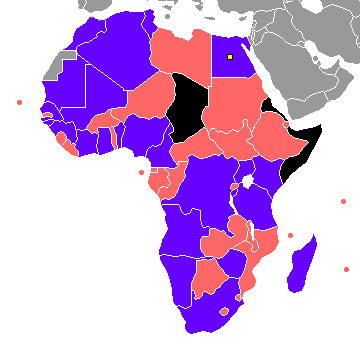
Đội tuyển giành quyền tham dự
Đội tuyển không vượt qua vòng loại
Đội tuyển bỏ cuộc hoặc không tham dự
Đội tuyển không phải là thành viên của CAF

Do Maroc bỏ cuộc ở vòng loại CAN 2015 nên đội tuyển nước này không được tham dự vòng loại giải đấu nói trên. Tuy nhiên, sau khi Liên đoàn Thể thao Châu Phi can thiệp, Maroc được quyền tái tham dự vòng loại.
Do Tchad bỏ cuộc ở vòng loại CAN 2017 nên đội tuyển nước này cũng không được tham dự vòng loại giải đấu trên.

### Các đội tuyển vượt qua vòng loại
| Đội tuyển    | Tư cách qua vòng loại  | Ngày vượt qua vòng loại | Số lần tham dự | Lần tham dự trước | Thành tích tốt nhất                                | Bảng xếp hạng FIFA (công bố tháng 4/2019) |
| ------------ | ---------------------- | ----------------------- | -------------- | ----------------- | -------------------------------------------------- | ----------------------------------------- |
| Ai Cập       | Chủ nhà / Top 2 Bảng J | 16 tháng 10 năm 2018    | 24             | 2017              | Vô địch (1957, 1959, 1986, 1998, 2006, 2008, 2010) | 24                                        |
| Madagascar   | Top 2 Bảng A           | 16 tháng 10 năm 2018    | 1              | Không             | Lần đầu                                            | 107                                       |
| Tunisia      | Top 2 Bảng J           | 16 tháng 10 năm 2018    | 19             | 2017              | Vô địch (2004)                                     | 28                                        |
| Sénégal      | Top 2 Bảng A           | 16 tháng 10 năm 2018    | 15             | 2017              | Á quân (2002)                                      | 23                                        |
| Maroc        | Top 2 Bảng B           | 17 tháng 11 năm 2018    | 17             | 2017              | Vô địch (1976)                                     | 45                                        |
| Nigeria      | Top 2 Bảng E           | 17 tháng 11 năm 2018    | 18             | 2013              | Vô địch (1980, 1994, 2013)                         | 42                                        |
| Uganda       | Top 2 Bảng L           | 17 tháng 11 năm 2018    | 7              | 2017              | Á quân (1978)                                      | 79                                        |
| Mali         | Top 2 Bảng C           | 17 tháng 11 năm 2018    | 11             | 2017              | Á quân (1972)                                      | 65                                        |
| Guinée       | Top 2 Bảng H           | 18 tháng 11 năm 2018    | 12             | 2015              | Á quân (1976)                                      | 68                                        |
| Algérie      | Top 2 Bảng D           | 18 tháng 11 năm 2018    | 18             | 2017              | Vô địch (1990)                                     | 70                                        |
| Mauritanie   | Top 2 Bảng I           | 18 tháng 11 năm 2018    | 1              | Không             | Lần đầu                                            | 103                                       |
| Bờ Biển Ngà  | Top 2 Bảng H           | 18 tháng 11 năm 2018    | 23             | 2017              | Vô địch (1992, 2015)                               | 65                                        |
| Kenya        | Top 2 Bảng F           | 30 tháng 11 năm 2018    | 6              | 2004              | Vòng bảng (1972, 1988, 1990, 1992, 2004)           | 108                                       |
| Ghana        | Top 2 Bảng F           | 30 tháng 11 năm 2018    | 22             | 2017              | Vô địch (1963, 1965, 1978, 1982)                   | 49                                        |
| Angola       | Top 2 Bảng I           | 22 tháng 3 năm 2019     | 8              | 2013              | Tứ kết (2008, 2010)                                | 122                                       |
| Burundi      | Top 2 Bảng C           | 23 tháng 3 năm 2019     | 1              | Không             | Lần đầu                                            | 136                                       |
| Cameroon     | Top 2 Bảng B           | 23 tháng 3 năm 2019     | 19             | 2017              | Vô địch (1984, 1988, 2000, 2002, 2017)             | 54                                        |
| Guiné-Bissau | Top 2 Bảng K           | 23 tháng 3 năm 2019     | 2              | 2017              | Vòng bảng (2017)                                   | 118                                       |
| Namibia      | Top 2 Bảng K           | 23 tháng 3 năm 2019     | 3              | 2008              | Vòng bảng (1998, 2008)                             | 113                                       |
| Zimbabwe     | Top 2 Bảng G           | 24 tháng 3 năm 2019     | 4              | 2017              | Vòng bảng (2004, 2006, 2017)                       | 110                                       |
| CHDC Congo   | Top 2 Bảng G           | 24 tháng 3 năm 2019     | 19             | 2017              | Vô địch (1968, 1974)                               | 46                                        |
| Bénin        | Top 2 Bảng D           | 24 tháng 3 năm 2019     | 4              | 2010              | Vòng bảng (2004, 2008, 2010)                       | 91                                        |
| Tanzania     | Top 2 Bảng L           | 24 tháng 3 năm 2019     | 2              | 1980              | Vòng bảng (1980)                                   | 131                                       |
| Nam Phi      | Top 2 Bảng E           | 24 tháng 3 năm 2019     | 10             | 2015              | Vô địch (1996)                                     | 73                                        |

## Địa điểm
Dưới đây là những địa điểm tổ chức các trận đấu của cúp bóng đá châu Phi 2019.
| Sân vận động Quốc tế Cairo | Sân vận động 30 tháng 6 | Sân vận động Al Salam |
| Sức chứa: 75.000           | Sức chứa: 30.000        | Sức chứa: 30.000      |
|                            |                         |                       |
| Alexandria                 | Suez                    | Ismailia              |
| Sân vận động Alexandria    | Sân vận động Suez       | Sân vận động Ismailia |
| Sức chứa: 19.676           | Sức chứa: 27.000        | Sức chứa: 18.525      |
|                            |                         |                       |

## Đội hình
Mỗi đội đều phải đăng ký 23 cầu thủ (trong đó có 3 thủ môn).

## Bốc thăm
Lễ bốc thăm vòng bảng CAN 2019 diễn ra vào ngày 12 tháng 4 năm 2019, 20:00 CAT (UTC+2), tại Giza, Ai Cập. 24 đội được phân chia thành 6 bảng 4 đội.
Lễ bốc thăm dựa theo bảng xếp hạng FIFA công bố vào tháng 4 năm 2019. Đội chủ nhà Ai Cập nghiễm nhiên được vào thẳng nhóm A1. Đương kim vô địch Cameroon được vào thẳng nhóm 1.
| Nhóm 1 | Nhóm 2                                                                                   | Nhóm 3                                                                                      | Nhóm 4                                                                                              |
| --- | ---------------------------------------------------------------------------------------- | ------------------------------------------------------------------------------------------- | --------------------------------------------------------------------------------------------------- |
| Ai Cập (57) (chủ nhà) · Cameroon (54) (đương kim vô địch) · Sénégal (23) · Tunisia (28) · Nigeria (42) · Maroc (45) | CHDC Congo (46) · Ghana (49) · Mali (65) · Bờ Biển Ngà (65) · Guinée (68) · Algérie (70) | Nam Phi (73) · Uganda (79) · Bénin (91) · Mauritanie (103) · Madagascar (107) · Kenya (108) | Zimbabwe (110) · Namibia (113) · Guiné-Bissau (118) · Angola (122) · Tanzania (131) · Burundi (136) |

## Vòng bảng
Hai đội đứng đầu mỗi bảng cùng với 4 đội xếp thứ ba có thành tích tốt nhất giành quyền vào vòng 16 đội.
Tất cả các trận đấu tính theo giờ địa phương (UTC+2).

### Tiêu chí xếp hạng
Nếu hai hay nhiều đội cùng điểm với nhau khi kết thúc vòng đấu bảng, các tiêu chí để xếp hạng theo thứ tự như sau:
1. Thành tích đối đầu trực tiếp giữa các đội
2. Hiệu số bàn thắng thua khi đối đầu trực tiếp
3. Bàn thắng ghi được khi đối đầu trực tiếp
4. Hiệu số bàn thắng thua trong bảng đấu
5. Bàn thắng ghi được trong bảng đấu
6. Ban tổ chức bốc thăm

### Bảng A
| VT | Đội        | ST | T | H | B | BT | BB | HS | Đ | Giành quyền tham dự |
| -- | ---------- | -- | - | - | - | -- | -- | -- | - | ------------------- |
| 1  | Ai Cập (H) | 3  | 3 | 0 | 0 | 5  | 0  | +5 | 9 | Vòng 16 đội         |
| 2  | Uganda     | 3  | 1 | 1 | 1 | 3  | 3  | 0  | 4 | Vòng 16 đội         |
| 3  | CHDC Congo | 3  | 1 | 0 | 2 | 4  | 4  | 0  | 3 | Vòng 16 đội         |
| 4  | Zimbabwe   | 3  | 0 | 1 | 2 | 1  | 6  | −5 | 1 |                     |

| Ai Cập          | 1–0      | Zimbabwe |
| --------------- | -------- | -------- |
| - Trézéguet 41' | Chi tiết |          |

| CHDC Congo | 0–2      | Uganda                 |
| ---------- | -------- | ---------------------- |
|            | Chi tiết | - Kaddu 14' - Okwi 48' |

| Uganda     | 1–1      | Zimbabwe      |
| ---------- | -------- | ------------- |
| - Okwi 12' | Chi tiết | - Billiat 40' |

| Ai Cập                           | 2–0      | CHDC Congo |
| -------------------------------- | -------- | ---------- |
| - A. El Mohamady 25' - Salah 43' | Chi tiết |            |

| Uganda | 0–2      | Ai Cập                             |
| ------ | -------- | ---------------------------------- |
|        | Chi tiết | - Salah 36' - A. El Mohamady 45+1' |

| Zimbabwe | 0–4      | CHDC Congo                                                 |
| -------- | -------- | ---------------------------------------------------------- |
|          | Chi tiết | - Bolingi 4' - Bakambu 34', 65' (ph.đ.) - Assombalonga 78' |

### Bảng B
| VT | Đội        | ST | T | H | B | BT | BB | HS | Đ | Giành quyền tham dự |
| -- | ---------- | -- | - | - | - | -- | -- | -- | - | ------------------- |
| 1  | Madagascar | 3  | 2 | 1 | 0 | 5  | 2  | +3 | 7 | Vòng 16 đội         |
| 2  | Nigeria    | 3  | 2 | 0 | 1 | 2  | 2  | 0  | 6 | Vòng 16 đội         |
| 3  | Guinée     | 3  | 1 | 1 | 1 | 4  | 3  | +1 | 4 | Vòng 16 đội         |
| 4  | Burundi    | 3  | 0 | 0 | 3 | 0  | 4  | −4 | 0 |                     |

| Nigeria      | 1–0      | Burundi |
| ------------ | -------- | ------- |
| - Ighalo 77' | Chi tiết |         |

| Guinée                  | 2–2      | Madagascar                       |
| ----------------------- | -------- | -------------------------------- |
| - Kaba 34' - Kamano 66' | Chi tiết | - Abel 49' - Andriamatsinoro 55' |

| Nigeria      | 1–0      | Guinée |
| ------------ | -------- | ------ |
| - Omeruo 73' | Chi tiết |        |

| Madagascar          | 1–0      | Burundi |
| ------------------- | -------- | ------- |
| - Ilaimaharitra 76' | Chi tiết |         |

| Madagascar                                | 2–0      | Nigeria |
| ----------------------------------------- | -------- | ------- |
| - Nomenjanahary 13' - Andriamatsinoro 53' | Chi tiết |         |

| Burundi | 0–2      | Guinée             |
| ------- | -------- | ------------------ |
|         | Chi tiết | - Yattara 25', 52' |

### Bảng C
| VT | Đội      | ST | T | H | B | BT | BB | HS | Đ | Giành quyền tham dự |
| -- | -------- | -- | - | - | - | -- | -- | -- | - | ------------------- |
| 1  | Algérie  | 3  | 3 | 0 | 0 | 6  | 0  | +6 | 9 | Vòng 16 đội         |
| 2  | Sénégal  | 3  | 2 | 0 | 1 | 5  | 1  | +4 | 6 | Vòng 16 đội         |
| 3  | Kenya    | 3  | 1 | 0 | 2 | 3  | 7  | −4 | 3 |                     |
| 4  | Tanzania | 3  | 0 | 0 | 3 | 2  | 8  | −6 | 0 |                     |

| Sénégal                  | 2–0      | Tanzania |
| ------------------------ | -------- | -------- |
| - Keita 28' - Diatta 64' | Chi tiết |          |

| Algérie                              | 2–0      | Kenya |
| ------------------------------------ | -------- | ----- |
| - Bounedjah 34' (ph.đ.) - Mahrez 43' | Chi tiết |       |

| Sénégal | 0–1      | Algérie       |
| ------- | -------- | ------------- |
|         | Chi tiết | - Belaïli 49' |

| Kenya                         | 3–2      | Tanzania                 |
| ----------------------------- | -------- | ------------------------ |
| - Olunga 39', 80' - Omolo 62' | Chi tiết | - Msuva 6' - Samatta 40' |

| Kenya | 0–3      | Sénégal                            |
| ----- | -------- | ---------------------------------- |
|       | Chi tiết | - Sarr 63' - Mané 71', 78' (ph.đ.) |

| Tanzania | 0–3      | Algérie                          |
| -------- | -------- | -------------------------------- |
|          | Chi tiết | - Slimani 35' - Ounas 39', 45+1' |

### Bảng D
| VT | Đội         | ST | T | H | B | BT | BB | HS | Đ | Giành quyền tham dự |
| -- | ----------- | -- | - | - | - | -- | -- | -- | - | ------------------- |
| 1  | Maroc       | 3  | 3 | 0 | 0 | 3  | 0  | +3 | 9 | Vòng 16 đội         |
| 2  | Bờ Biển Ngà | 3  | 2 | 0 | 1 | 5  | 2  | +3 | 6 | Vòng 16 đội         |
| 3  | Nam Phi     | 3  | 1 | 0 | 2 | 1  | 2  | −1 | 3 | Vòng 16 đội         |
| 4  | Namibia     | 3  | 0 | 0 | 3 | 1  | 6  | −5 | 0 |                     |

| Maroc                 | 1–0      | Namibia |
| --------------------- | -------- | ------- |
| - Keimuine 89' (l.n.) | Chi tiết |         |

| Bờ Biển Ngà  | 1–0      | Nam Phi |
| ------------ | -------- | ------- |
| - Kodjia 64' | Chi tiết |         |

| Maroc           | 1–0      | Bờ Biển Ngà |
| --------------- | -------- | ----------- |
| - En-Nesyri 23' | Chi tiết |             |

| Nam Phi     | 1–0      | Namibia |
| ----------- | -------- | ------- |
| - Zungu 68' | Chi tiết |         |

| Nam Phi | 0–1      | Maroc           |
| ------- | -------- | --------------- |
|         | Chi tiết | - Boussoufa 90' |

| Namibia        | 1–4      | Bờ Biển Ngà                                    |
| -------------- | -------- | ---------------------------------------------- |
| - Kamatuka 71' | Chi tiết | - Gradel 39' - Dié 58' - Zaha 84' - Cornet 89' |

### Bảng E
| VT | Đội        | ST | T | H | B | BT | BB | HS | Đ | Giành quyền tham dự |
| -- | ---------- | -- | - | - | - | -- | -- | -- | - | ------------------- |
| 1  | Mali       | 3  | 2 | 1 | 0 | 6  | 2  | +4 | 7 | Vòng 16 đội         |
| 2  | Tunisia    | 3  | 0 | 3 | 0 | 2  | 2  | 0  | 3 | Vòng 16 đội         |
| 3  | Angola     | 3  | 0 | 2 | 1 | 1  | 2  | −1 | 2 |                     |
| 4  | Mauritanie | 3  | 0 | 2 | 1 | 1  | 4  | −3 | 2 |                     |

| Tunisia              | 1–1      | Angola       |
| -------------------- | -------- | ------------ |
| - Msakni 34' (ph.đ.) | Chi tiết | - Djalma 73' |

| Mali                                                                  | 4–1      | Mauritanie     |
| --------------------------------------------------------------------- | -------- | -------------- |
| - Diaby 37' - Marega 45' (ph.đ.) - A. Traoré II 55' - A. Traoré I 74' | Chi tiết | - El Hacen 72' |

| Tunisia      | 1–1      | Mali             |
| ------------ | -------- | ---------------- |
| - Khazri 70' | Chi tiết | - Samassékou 60' |

| Mauritanie | 0–0      | Angola |
| ---------- | -------- | ------ |
|            | Chi tiết |        |

| Mauritanie | 0–0      | Tunisia |
| ---------- | -------- | ------- |
|            | Chi tiết |         |

| Angola | 0–1      | Mali          |
| ------ | -------- | ------------- |
|        | Chi tiết | - Haidara 37' |

### Bảng F
| VT | Đội          | ST | T | H | B | BT | BB | HS | Đ | Giành quyền tham dự |
| -- | ------------ | -- | - | - | - | -- | -- | -- | - | ------------------- |
| 1  | Ghana        | 3  | 1 | 2 | 0 | 4  | 2  | +2 | 5 | Vòng 16 đội         |
| 2  | Cameroon     | 3  | 1 | 2 | 0 | 2  | 0  | +2 | 5 | Vòng 16 đội         |
| 3  | Bénin        | 3  | 0 | 3 | 0 | 2  | 2  | 0  | 3 | Vòng 16 đội         |
| 4  | Guiné-Bissau | 3  | 0 | 1 | 2 | 0  | 4  | −4 | 1 |                     |

| Cameroon                 | 2–0      | Guiné-Bissau |
| ------------------------ | -------- | ------------ |
| - Yaya 66' - Bahoken 69' | Chi tiết |              |

| Ghana                      | 2–2      | Bénin          |
| -------------------------- | -------- | -------------- |
| - A. Ayew 9' - J. Ayew 42' | Chi tiết | - Poté 2', 63' |

| Cameroon | 0–0      | Ghana |
| -------- | -------- | ----- |
|          | Chi tiết |       |

| Bénin | 0–0      | Guiné-Bissau |
| ----- | -------- | ------------ |
|       | Chi tiết |              |

| Bénin | 0–0      | Cameroon |
| ----- | -------- | -------- |
|       | Chi tiết |          |

| Guiné-Bissau | 0–2      | Ghana                      |
| ------------ | -------- | -------------------------- |
|              | Chi tiết | - J. Ayew 46' - Partey 72' |

### Thứ tự các đội xếp thứ ba
| VT | Bg | Đội        | ST | T | H | B | BT | BB | HS | Đ | Giành quyền tham dự                     |
| -- | -- | ---------- | -- | - | - | - | -- | -- | -- | - | --------------------------------------- |
| 1  | B  | Guinée     | 3  | 1 | 1 | 1 | 4  | 3  | +1 | 4 | Giành quyền vào vòng đấu loại trực tiếp |
| 2  | A  | CHDC Congo | 3  | 1 | 0 | 2 | 4  | 4  | 0  | 3 | Giành quyền vào vòng đấu loại trực tiếp |
| 3  | F  | Bénin      | 3  | 0 | 3 | 0 | 2  | 2  | 0  | 3 | Giành quyền vào vòng đấu loại trực tiếp |
| 4  | D  | Nam Phi    | 3  | 1 | 0 | 2 | 1  | 2  | −1 | 3 | Giành quyền vào vòng đấu loại trực tiếp |
| 5  | C  | Kenya      | 3  | 1 | 0 | 2 | 3  | 7  | −4 | 3 |                                         |
| 6  | E  | Angola     | 3  | 0 | 2 | 1 | 1  | 2  | −1 | 2 |                                         |

## Vòng đấu loại trực tiếp

### Công thức 4 đội xếp thứ ba có thành tích tốt nhất
| 4 đội xếp thứ ba có thành tích tốt nhất | 4 đội xếp thứ ba có thành tích tốt nhất | 4 đội xếp thứ ba có thành tích tốt nhất | 4 đội xếp thứ ba có thành tích tốt nhất | 4 đội xếp thứ ba có thành tích tốt nhất | 4 đội xếp thứ ba có thành tích tốt nhất |    | 1A vs | 1B vs | 1C vs | 1D vs |
| --------------------------------------- | --------------------------------------- | --------------------------------------- | --------------------------------------- | --------------------------------------- | --------------------------------------- | -- | ----- | ----- | ----- | ----- |
| A                                       | B                                       | C                                       | D                                       |                                         |                                         | 3C | 3D    | 3A    | 3B    |       |
| A                                       | B                                       | C                                       |                                         | E                                       |                                         | 3C | 3A    | 3B    | 3E    |       |
| A                                       | B                                       | C                                       |                                         |                                         | F                                       | 3C | 3A    | 3B    | 3F    |       |
| A                                       | B                                       |                                         | D                                       | E                                       |                                         | 3D | 3A    | 3B    | 3E    |       |
| A                                       | B                                       |                                         | D                                       |                                         | F                                       | 3D | 3A    | 3B    | 3F    |       |
| A                                       | B                                       |                                         |                                         | E                                       | F                                       | 3E | 3A    | 3B    | 3F    |       |
| A                                       |                                         | C                                       | D                                       | E                                       |                                         | 3C | 3D    | 3A    | 3E    |       |
| A                                       |                                         | C                                       | D                                       |                                         | F                                       | 3C | 3D    | 3A    | 3F    |       |
| A                                       |                                         | C                                       |                                         | E                                       | F                                       | 3C | 3A    | 3F    | 3E    |       |
| A                                       |                                         |                                         | D                                       | E                                       | F                                       | 3D | 3A    | 3F    | 3E    |       |
|                                         | B                                       | C                                       | D                                       | E                                       |                                         | 3C | 3D    | 3B    | 3E    |       |
|                                         | B                                       | C                                       | D                                       |                                         | F                                       | 3C | 3D    | 3B    | 3F    |       |
|                                         | B                                       | C                                       |                                         | E                                       | F                                       | 3E | 3C    | 3B    | 3F    |       |
|                                         | B                                       |                                         | D                                       | E                                       | F                                       | 3E | 3D    | 3B    | 3F    |       |
|                                         |                                         | C                                       | D                                       | E                                       | F                                       | 3C | 3D    | 3F    | 3E    |       |

### Sơ đồ
|  | Vòng 16 đội                    | Vòng 16 đội                   |                                 |       | Tứ kết        | Tứ kết        |                               |                               | Bán kết | Bán kết |  |  | Chung kết | Chung kết |
|  |                                |                               |                                 |       |               |               |                               |                               |         |         |  |  |           |           |
|  | 5 tháng 7 – Cairo (Quốc tế)    |                               |                                 |       |               |               |                               |                               |         |         |  |  |           |           |
|  |                                |                               |                                 |       |               |               |                               |                               |         |         |  |  |           |           |
|  | Uganda                         | 0                             |                                 |       |               |               |                               |                               |         |         |  |  |           |           |
|  | Uganda                         | 0                             | 10 tháng 7 – Cairo (30 tháng 6) |       |               |               |                               |                               |         |         |  |  |           |           |
|  | Sénégal                        | 1                             |                                 |       |               |               |                               |                               |         |         |  |  |           |           |
|  | Sénégal                        | 1                             | Sénégal                         | 1     |               |               |                               |                               |         |         |  |  |           |           |
|  | 5 tháng 7 – Cairo (Al Salam)   |                               | Sénégal                         | 1     |               |               |                               |                               |         |         |  |  |           |           |
|  |                                | Bénin                         | 0                               |       |               |               |                               |                               |         |         |  |  |           |           |
|  | Maroc                          | Bénin                         | 0                               | 4     |               |               |                               |                               |         |         |  |  |           |           |
|  | Maroc                          |                               | 14 tháng 7 – Cairo (30 tháng 6) | 4     |               |               |                               |                               |         |         |  |  |           |           |
|  | Bénin                          | 1                             |                                 |       |               |               |                               |                               |         |         |  |  |           |           |
|  | Bénin                          | 1                             | Sénégal (s.h.p.)                | 1     |               |               |                               |                               |         |         |  |  |           |           |
|  | 7 tháng 7 – Alexandria         |                               | Sénégal (s.h.p.)                | 1     |               |               |                               |                               |         |         |  |  |           |           |
|  |                                | Tunisia                       | 0                               |       |               |               |                               |                               |         |         |  |  |           |           |
|  | Madagascar (p)                 | Tunisia                       | 0                               | 2 (4) |               |               |                               |                               |         |         |  |  |           |           |
|  | Madagascar (p)                 | 11 tháng 7 – Cairo (Al Salam) |                                 | 2 (4) |               |               |                               |                               |         |         |  |  |           |           |
|  | CHDC Congo                     | 2 (2)                         |                                 |       |               |               |                               |                               |         |         |  |  |           |           |
|  | CHDC Congo                     | 2 (2)                         | Madagascar                      | 0     |               |               |                               |                               |         |         |  |  |           |           |
|  | 8 tháng 7 – Ismailia           |                               | Madagascar                      | 0     |               |               |                               |                               |         |         |  |  |           |           |
|  |                                | Tunisia                       | 3                               |       |               |               |                               |                               |         |         |  |  |           |           |
|  | Ghana                          | Tunisia                       | 3                               | 1 (4) |               |               |                               |                               |         |         |  |  |           |           |
|  | Ghana                          |                               | 19 tháng 7 – Cairo (Quốc tế)    | 1 (4) |               |               |                               |                               |         |         |  |  |           |           |
|  | Tunisia (p)                    | 1 (5)                         |                                 |       |               |               |                               |                               |         |         |  |  |           |           |
|  | Tunisia (p)                    | 1 (5)                         | Sénégal                         | 0     |               |               |                               |                               |         |         |  |  |           |           |
|  | 8 tháng 7 – Suez               |                               | Sénégal                         | 0     |               |               |                               |                               |         |         |  |  |           |           |
|  |                                | Algérie                       | 1                               |       |               |               |                               |                               |         |         |  |  |           |           |
|  | Mali                           | Algérie                       | 1                               | 0     |               |               |                               |                               |         |         |  |  |           |           |
|  | Mali                           | 11 tháng 7 – Suez             |                                 | 0     |               |               |                               |                               |         |         |  |  |           |           |
|  | Bờ Biển Ngà                    | 1                             |                                 |       |               |               |                               |                               |         |         |  |  |           |           |
|  | Bờ Biển Ngà                    | 1                             | Bờ Biển Ngà                     | 1 (3) |               |               |                               |                               |         |         |  |  |           |           |
|  | 7 tháng 7 – Cairo (30 tháng 6) |                               | Bờ Biển Ngà                     | 1 (3) |               |               |                               |                               |         |         |  |  |           |           |
|  |                                | Algérie                       | 1 (4)                           |       |               |               |                               |                               |         |         |  |  |           |           |
|  | Algérie                        | Algérie                       | 1 (4)                           | 3     |               |               |                               |                               |         |         |  |  |           |           |
|  | Algérie                        |                               | 14 tháng 7 – Cairo (Quốc tế)    | 3     |               |               |                               |                               |         |         |  |  |           |           |
|  | Guinée                         | 0                             |                                 |       |               |               |                               |                               |         |         |  |  |           |           |
|  | Guinée                         | 0                             | Algérie                         | 2     |               |               |                               |                               |         |         |  |  |           |           |
|  | 6 tháng 7 – Alexandria         |                               | Algérie                         | 2     |               |               |                               |                               |         |         |  |  |           |           |
|  |                                | Nigeria                       | 1                               |       | Tranh hạng ba | Tranh hạng ba |                               |                               |         |         |  |  |           |           |
|  | Nigeria                        | Nigeria                       | 1                               | 3     | Tranh hạng ba | Tranh hạng ba |                               |                               |         |         |  |  |           |           |
|  | Nigeria                        | 10 tháng 7 – Cairo (Quốc tế)  | 10 tháng 7 – Cairo (Quốc tế)    | 3     |               |               | 17 tháng 7 – Cairo (Al Salam) | 17 tháng 7 – Cairo (Al Salam) |         |         |  |  |           |           |
|  | Cameroon                       | 10 tháng 7 – Cairo (Quốc tế)  | 10 tháng 7 – Cairo (Quốc tế)    | 2     |               |               | 17 tháng 7 – Cairo (Al Salam) | 17 tháng 7 – Cairo (Al Salam) |         |         |  |  |           |           |
|  | Cameroon                       | Nigeria                       | 2                               | 2     | Tunisia       | 0             |                               |                               |         |         |  |  |           |           |
|  | 6 tháng 7 – Cairo (Quốc tế)    | Nigeria                       | 2                               |       | Tunisia       | 0             |                               |                               |         |         |  |  |           |           |
|  |                                | Nam Phi                       | 1                               |       | Nigeria       | 1             |                               |                               |         |         |  |  |           |           |
|  | Ai Cập                         | Nam Phi                       | 1                               | 0     | Nigeria       | 1             |                               |                               |         |         |  |  |           |           |
|  | Ai Cập                         |                               |                                 | 0     |               |               |                               |                               |         |         |  |  |           |           |
|  | Nam Phi                        | 1                             |                                 |       |               |               |                               |                               |         |         |  |  |           |           |
|  | Nam Phi                        | 1                             |                                 |       |               |               |                               |                               |         |         |  |  |           |           |

### Vòng 16 đội
| Maroc                          | 1–1 (s.h.p.) | Bénin                               |
| ------------------------------ | ------------ | ----------------------------------- |
| - En-Nesyri 76'                | Chi tiết     | - Adilehou 53'                      |
| Loạt sút luân lưu              |              |                                     |
| - Idrissi - Boufal - En-Nesyri | 1–4          | - Verdon - Djigla - Anaane - Séïbou |

| Uganda | 0–1      | Sénégal    |
| ------ | -------- | ---------- |
|        | Chi tiết | - Mané 15' |

| Nigeria                       | 3–2      | Cameroon                  |
| ----------------------------- | -------- | ------------------------- |
| - Ighalo 19', 63' - Iwobi 66' | Chi tiết | - Bahoken 41' - N'Jie 44' |

| Ai Cập | 0–1      | Nam Phi     |
| ------ | -------- | ----------- |
|        | Chi tiết | - Lorch 85' |

| Madagascar                              | 2–2 (s.h.p.) | CHDC Congo                               |
| --------------------------------------- | ------------ | ---------------------------------------- |
| - Amada 9' - Andriatsima 77'            | Chi tiết     | - Bakambu 21' - Mbemba 90'               |
| Loạt sút luân lưu                       |              |                                          |
| - Amada - Métanire - Fontaine - Mombris | 4–2          | - Tisserand - Bakambu - M'Poku - Bolasie |

| Algérie                                | 3–0      | Guinée |
| -------------------------------------- | -------- | ------ |
| - Belaïli 24' - Mahrez 57' - Ounas 82' | Chi tiết |        |

| Mali | 0–1      | Bờ Biển Ngà |
| ---- | -------- | ----------- |
|      | Chi tiết | - Zaha 76'  |

| Ghana                                            | 1–1      | Tunisia                                   |
| ------------------------------------------------ | -------- | ----------------------------------------- |
| - Bedoui 90+2' (l.n.)                            | Chi tiết | - Khenissi 73'                            |
| Loạt sút luân lưu                                |          |                                           |
| - Wakaso - J. Ayew - Ekuban - Agbenyenu - Partey | 4–5      | - Sliti - Khazri - Bronn - Meriah - Sassi |

### Tứ kết
| Sénégal     | 1–0      | Bénin |
| ----------- | -------- | ----- |
| - Gueye 69' | Chi tiết |       |

| Nigeria                            | 2–1      | Nam Phi     |
| ---------------------------------- | -------- | ----------- |
| - Chukwueze 27' - Troost-Ekong 89' | Chi tiết | - Zungu 71' |

| Bờ Biển Ngà                             | 1–1      | Algérie                                           |
| --------------------------------------- | -------- | ------------------------------------------------- |
| - Kodjia 62'                            | Chi tiết | - Feghouli 20'                                    |
| Loạt sút luân lưu                       |          |                                                   |
| - Kessié - Cornet - Bony - Gradel - Dié | 3–4      | - Bensebaini - Slimani - Delort - Ounas - Belaïli |

| Madagascar | 0–3      | Tunisia                                |
| ---------- | -------- | -------------------------------------- |
|            | Chi tiết | - Sassi 52' - Msakni 60' - Sliti 90+3' |

### Bán kết
| Sénégal             | 1–0      | Tunisia |
| ------------------- | -------- | ------- |
| - Bronn 100' (l.n.) | Chi tiết |         |

| Algérie                                  | 2–1      | Nigeria              |
| ---------------------------------------- | -------- | -------------------- |
| - Troost-Ekong 40' (l.n.) - Mahrez 90+5' | Chi tiết | - Ighalo 72' (ph.đ.) |

### Play-off tranh hạng ba
| Tunisia | 0–1      | Nigeria     |
| ------- | -------- | ----------- |
|         | Chi tiết | - Ighalo 3' |

### Chung kết
| Sénégal | 0-1      | Algérie        |
| ------- | -------- | -------------- |
|         | Chi tiết | - Bounedjah 2' |

## Thống kê

### Danh sách cầu thủ ghi bàn
Đã có 102 bàn thắng ghi được trong 52 trận đấu, trung bình 1.96 bàn thắng mỗi trận đấu.
5 bàn thắng
- Odion Ighalo

3 bàn thắng
- Riyad Mahrez
- Adam Ounas
- Cédric Bakambu
- Sadio Mané

2 bàn thắng
- Youcef Belaïli
- Baghdad Bounedjah
- Mickaël Poté
- Stéphane Bahoken
- Ahmed El Mohamady
- Mohamed Salah
- Jordan Ayew
- Mohamed Yattara
- Jonathan Kodjia
- Wilfried Zaha
- Michael Olunga
- Carolus Andriamatsinoro
- Youssef En-Nesyri
- Bongani Zungu
- Youssef Msakni
- Emmanuel Okwi

1 bàn thắng
- Sofiane Feghouli
- Islam Slimani
- Djalma
- Moise Adilehou
- Clinton N'Jie
- Banana Yaya
- Britt Assombalonga
- Jonathan Bolingi
- Chancel Mbemba
- Trézéguet
- André Ayew
- Thomas Partey
- Sory Kaba
- François Kamano
- Maxwel Cornet
- Serey Dié
- Max Gradel
- Johanna Omolo
- Anicet Abel
- Ibrahim Amada
- Faneva Imà Andriatsima
- Marco Ilaimaharitra
- Lalaïna Nomenjanahary
- Abdoulay Diaby
- Amadou Haidara
- Moussa Marega
- Diadie Samassékou
- Adama Traoré I
- Adama Traoré II
- Moctar Sidi El Hacen
- Mbark Boussoufa
- Joslin Kamatuka
- Samuel Chukwueze
- Alex Iwobi
- Kenneth Omeruo
- William Troost-Ekong
- Keita Baldé
- Krépin Diatta
- Idrissa Gueye
- Ismaïla Sarr
- Thembinkosi Lorch
- Simon Msuva
- Mbwana Samatta
- Wahbi Khazri
- Taha Yassine Khenissi
- Ferjani Sassi
- Naïm Sliti
- Patrick Kaddu
- Khama Billiat

1 bàn phản lưới nhà
- Itamunua Keimuine (trong trận gặp Maroc)
- William Troost-Ekong (trong trận gặp Algérie)
- Rami Bedoui (trong trận gặp Ghana)
- Dylan Bronn (trong trận gặp Sénégal)

### Bảng xếp hạng giải đấu
| VT | Đội          | ST | T | H | B | BT | BB | HS  | Đ  | Kết quả chung cuộc    |
| -- | ------------ | -- | - | - | - | -- | -- | --- | -- | --------------------- |
| 1  | Algérie      | 7  | 6 | 1 | 0 | 13 | 2  | +11 | 19 | Vô địch               |
| 2  | Sénégal      | 7  | 5 | 0 | 2 | 8  | 2  | +6  | 15 | Á quân                |
| 3  | Nigeria      | 7  | 5 | 0 | 2 | 9  | 7  | +2  | 15 | Hạng ba               |
| 4  | Tunisia      | 7  | 1 | 4 | 2 | 6  | 5  | +1  | 7  | Hạng tư               |
|    |              |    |   |   |   |    |    |     |    |                       |
| 5  | Bờ Biển Ngà  | 5  | 3 | 1 | 1 | 7  | 3  | +4  | 10 | Bị loại ở tứ kết      |
| 6  | Madagascar   | 5  | 2 | 2 | 1 | 7  | 7  | 0   | 8  | Bị loại ở tứ kết      |
| 7  | Nam Phi      | 5  | 2 | 0 | 3 | 3  | 4  | −1  | 6  | Bị loại ở tứ kết      |
| 8  | Bénin        | 5  | 0 | 4 | 1 | 3  | 4  | −1  | 4  | Bị loại ở tứ kết      |
|    |              |    |   |   |   |    |    |     |    |                       |
| 9  | Maroc        | 4  | 3 | 1 | 0 | 4  | 1  | +3  | 10 | Bị loại ở vòng 16 đội |
| 10 | Ai Cập       | 4  | 3 | 0 | 1 | 5  | 1  | +4  | 9  | Bị loại ở vòng 16 đội |
| 11 | Mali         | 4  | 2 | 1 | 1 | 6  | 3  | +3  | 7  | Bị loại ở vòng 16 đội |
| 12 | Ghana        | 4  | 1 | 3 | 0 | 5  | 3  | +2  | 6  | Bị loại ở vòng 16 đội |
| 13 | Cameroon     | 4  | 1 | 2 | 1 | 4  | 3  | +1  | 5  | Bị loại ở vòng 16 đội |
| 14 | CHDC Congo   | 4  | 1 | 1 | 2 | 6  | 6  | 0   | 4  | Bị loại ở vòng 16 đội |
| 15 | Uganda       | 4  | 1 | 1 | 2 | 3  | 4  | −1  | 4  | Bị loại ở vòng 16 đội |
| 16 | Guinée       | 4  | 1 | 1 | 2 | 4  | 6  | −2  | 4  | Bị loại ở vòng 16 đội |
|    |              |    |   |   |   |    |    |     |    |                       |
| 17 | Kenya        | 3  | 1 | 0 | 2 | 3  | 7  | −4  | 3  | Bị loại ở vòng bảng   |
| 18 | Angola       | 3  | 0 | 2 | 1 | 1  | 2  | −1  | 2  | Bị loại ở vòng bảng   |
| 19 | Mauritanie   | 3  | 0 | 2 | 1 | 1  | 4  | −3  | 2  | Bị loại ở vòng bảng   |
| 20 | Guiné-Bissau | 3  | 0 | 1 | 2 | 0  | 4  | −4  | 1  | Bị loại ở vòng bảng   |
| 21 | Zimbabwe     | 3  | 0 | 1 | 2 | 1  | 6  | −5  | 1  | Bị loại ở vòng bảng   |
| 22 | Burundi      | 3  | 0 | 0 | 3 | 0  | 4  | −4  | 0  | Bị loại ở vòng bảng   |
| 23 | Namibia      | 3  | 0 | 0 | 3 | 1  | 6  | −5  | 0  | Bị loại ở vòng bảng   |
| 24 | Tanzania     | 3  | 0 | 0 | 3 | 2  | 8  | −6  | 0  | Bị loại ở vòng bảng   |

## Truyền thông
| Quốc gia/Vùng lãnh thổ   | Đài sở hữu                                                                         | Ghi chú |
| ------------------------ | ---------------------------------------------------------------------------------- | ------- |
| Algérie                  | EPTV                                                                               |         |
| Angola                   | TPA                                                                                |         |
| Châu Á-Thái Bình Dương   | BeIN Sports                                                                        | [ 21 ]  |
| ASEAN                    | Fox International Channels                                                         |         |
| Úc                       | beIN Sports                                                                        | [ 21 ]  |
| Bangladesh               | Sony SIX Sony ESPN                                                                 |         |
| Bénin                    | ORTB                                                                               |         |
| Bhutan                   | Sony SIX Sony ESPN                                                                 |         |
| Brasil                   | DAZN                                                                               |         |
| Canada                   | beIN Sports (tiếng Anh) Univision Canada (tiếng Tây Ban Nha) RDS (tiếng Pháp)      | [ 21 ]  |
| Cabo Verde               | RTC                                                                                |         |
| Cộng đồng Caribe         | Flow Sports                                                                        |         |
| Trung Mỹ                 | ESPN                                                                               |         |
| Colombia                 | Caracol TV RCN Television                                                          |         |
| Cộng hòa Dân chủ Congo   | RTNC                                                                               |         |
| Trung Quốc               | CCTV                                                                               |         |
| DOMTOM                   | France Télévisions                                                                 |         |
| Ai Cập                   | Time Sports,ERTU,Arena Sport                                                       |         |
| Guinea Xích Đạo          | RTVGE                                                                              |         |
| Pháp                     | beIN Sports                                                                        | [ 21 ]  |
| Gabon                    | GTV                                                                                |         |
| Ghana                    | GTV/KTV                                                                            |         |
| Ấn Độ                    | Sony SIX Sony ESPN                                                                 |         |
| Ireland                  | Eurosport Ireland RTÉ Sport                                                        | [ 22 ]  |
| Israel                   | Sport 5                                                                            |         |
| Ý                        | DAZN                                                                               | [ 21 ]  |
| Bờ Biển Ngà              | RTI                                                                                |         |
| Cameroon                 | CRTV                                                                               |         |
| Nhật Bản                 | NHK Fuji TV DAZN                                                                   |         |
| Maldives                 | Sony SIX Sony ESPN                                                                 |         |
| Mali                     | ORTM                                                                               |         |
| MENA                     | beIN Sports                                                                        |         |
| México                   | Televisa ESPN                                                                      |         |
| Maroc                    | SNRT                                                                               |         |
| Mauritanie               | TV de Mauritanie                                                                   |         |
| Nepal                    | Sony SIX Sony ESPN                                                                 |         |
| Hà Lan                   | Fox Sports Hà Lan                                                                  | [ 21 ]  |
| New Zealand              | Sky Sport                                                                          |         |
| Quần đảo Thái Bình Dương | Sky Sport                                                                          |         |
| Pakistan                 | Sony SIX Sony ESPN                                                                 |         |
| Bồ Đào Nha               | Eurosport Bồ Đào Nha                                                               |         |
| Nga                      | Match TV                                                                           |         |
| San Marino               | DAZN                                                                               |         |
| Sénégal                  | RTS                                                                                |         |
| Nam Phi                  | SABC                                                                               |         |
| Nam Mỹ (trừ Brasil)      | ESPN                                                                               |         |
| Hàn Quốc                 | JTBC3 Fox Sports                                                                   |         |
| Đông Nam Âu              | Arena Sport 1                                                                      |         |
| Tây Ban Nha              | Eurosport Spain                                                                    | [ 21 ]  |
| Sri Lanka                | Sony SIX Sony ESPN                                                                 |         |
| Châu Phi hạ Sahara       | SuperSport (English and Portuguese) TV5Monde Afrique (French) Canal+ Sport Afrique | [ 21 ]  |
| Togo                     | TVT international                                                                  |         |
| Tunisia                  | ERTT                                                                               |         |
| Thổ Nhĩ Kỳ               | Tivibu Spor                                                                        | [ 21 ]  |
| Anh Quốc                 | Eurosport                                                                          | [ 22 ]  |
| Hoa Kỳ                   | beIN Sports (tiếng Anh và tiếng Tây Ban Nha)                                       | [ 21 ]  |
| Thành Vatican            | Fox Sports Ý                                                                       |         |
| Vanuatu                  | VBTC                                                                               |         |
| Venezuela                | Venevisión                                                                         |         |

^1  - Không bao gồm các quốc gia: Serbia, Croatia, Bosna và Hercegovina, Montenegro và Bắc Macedonia